# Flashback Forum
Flashback Forum är ett svenskt internetforum, och en av Sveriges mest besökta webbplatser (publicerat 2017). Flashbacks webbplats lanserades 1995, forumet grundades 1996 men fick sin prägel år 2000. Det inrymmer ett brett ämnesområde från aktuella kriminalfall, politik, privatekonomi, bilar och sport till droganvändning, prostitution och psykisk ohälsa.
Yttrandefrihet är ett centralt begrepp för forumet, vars slogan är "Yttrandefrihet på riktigt". Flashback saknar utgivningsbevis och ansvarig utgivare, och skyddas därför inte av tryckfrihetsförordningen eller yttrandefrihetsgrundlagen. Användare utför grävande journalistik utan att följa pressens yrkesregler från Svenska Journalistförbundet. Forumet är modererat utifrån Flashbacks regler och egen netikett, vilka skärptes något 2013, men modereringen anses vara minimal jämfört med andra forum enligt FOI. Brott mot forumets stadgar kan resultera i varning, avstängning eller permanent bannlysning. Servrarna har en Bahnhof-adress, och är placerade i Sverige och i Nederländerna (per 2019).
Forumet nominerades 2009 till det journalistiska grävpriset Guldspaden för det gemensamma journalistiska grävet kring våldtäkterna i Bjästa. En tråd som avslöjade Terje Hellesøs manipulerade naturbilder fick  Guldspadens hedersomnämnande 2011 och vann Sveriges Radios journalistpris Årets medieorm.

## Historik

### Tidningen Flashback
Innan forumet startade, var Flashback en punktidning[förklaring behövs] som drev flera projekt parallellt. Den hette först Dead or Alive vid starten 1983. Projekten inkluderade en skinheadtidning och andra musiktidningar. Trots att alla projekt var öppet sammankopplade, togs beslutet 1984 att alla skulle gå ihop till en enda tidning, och på grund av dess spretiga innehåll fick den heta Flashback. Flashback Magazine, som startade 1993, hade som mål att bli Sveriges största undergroundtidning och syftet var att skriva om nazister, anarkister, satanister och droger.
I januari 1995 lanserades webbplatsen. Internettidningen hade även annonser till kontroversiella varor såsom skottsäkra västar och vit maktmusik. Även annonser om droger kunde förekomma.

### Flashback Forum
I april 1996 startade den första upplagan av forumet. Efter år 2000 fick användarna, som var registrerade mellan 1996 och 2000, tillagda ordet (old) bredvid sina användarnamn. Det är väldigt få medlemmar som har dessa konton. Först lanserade webbtidningen en egen IRC-kanal där läsarna kunde kommunicera med varandra. Mailinglistan upprättades i april 1996. Listan hade 60–70 deltagare som diskuterade olika ämnen direkt via e-post. Flashback hade medlemmar som var outlaw bikers, satanister, nazister, antifascister, hackare, anarkister, ravearrangörer, porrfilmsproducenter, graffitimålare och andra. Dessa grupper diskuterade på mailinglistan, som fanns kvar till 1997, då den ersattes med andra mailinglistor. Sommaren 1996 lanserades Fritt Forum som sedan stängdes på grund av missbruk.[källa behövs] Då skapades nyhetsgruppen på Usenet.
Flashback Forum uppfattas ofta som kontroversiellt. Till skillnad från tidigare ligger servern utomlands. Modereringen är dessutom hårdare, jämfört med modereringen i början som knappt existerade. Flashback tar inte bort några inlägg förutom vid brott mot sina regler eller netikett.
2000-talsversionen av Flashbacks forum, startad år 2000, drevs på den tiden av mediebolaget Flashback Media Group.

### Domen i Marknadsdomstolen 2003
Efter en dom i Marknadsdomstolen i september 2003 tvingades forumet att stänga. Domen avsåg marknadsföring av otillåten TV-avkodningsutrustning och sade att Flashback måste förhandsgranska allt innehåll som publicerades med vite om 400 000 kronor vid brott mot beslutet.
På grund av detta flyttades driften av forumet 2003 till det brittiska bolaget Flashback Enterprises Ltd. Mindre restriktiva lagar i Storbritannien möjliggjorde fortsatt drift med moderering i efterhand. Den 23 januari 2010 bytte Flashback Forum ägare till företaget Flashback International Inc, registrerat i New York i USA. I samband med detta gjorde en uppdatering av designen och webbadressen för forumet byttes från flashback.info till flashback.org. Ägandet flyttades tillbaka till Sverige 2021.

### Efter 2003
Det fanns tidigare även en engelskspråkig version av forum fram till 30 december 2008.
Det är sedan 2005 18-årsgräns på Flashback.
Hösten 2016 utsattes forumet för överbelastningsattacker och var då stora delar av tiden obrukbart.
Under 2019 till 2021 led Flashback av ekonomiska bekymmer och gick flera miljoner back. Sedan 2022 har Flashback återigen god ekonomi. 
2021 flyttades ägandet av forumet tillbaka till Sverige och Flashback media group AB.
Vid mass-skjutningen på en komvuxskola i Örebro 2025 överbelastades Flashback på grund av det stora antalet besökare som försökte nå sajten för att få mer information.  

## Användning
På Flashback publicerades närmare 20 000 inlägg per dygn år 2010. Den var en av Sveriges mest besökta sajter, och hade mellan 1,6 och 2,2 miljoner unika besökare varje vecka. År 2012 hade Flashback 680 000 medlemmar och hade fått 27 miljoner inlägg sedan start. Detta ska jämföras med att år 2016 hade det delvis konkurrerande forumet på Familjeliv.se cirka 1,1 miljoner unika besökare per vecka. Enligt undersökningen Svenskarna och internet genomförd 2022 hade 19 procent av de svenska internetanvändarna använt Flashback under det senaste året, varav 1 procent använde sidan dagligen.
Undersökningen visade 2018 att fler män (40 procent) än kvinnor (2 procent) använde Flashback. Vanligast var det bland män mellan 26 och 35 år, där 60 procent använde Flashback. Det var, enligt undersökningen, vanligare att använda Flashback bland personer med den högsta hushållsinkomsten på över 750 000 kr per år (45 procent), än bland de med de lägsta inkomsterna på upp till 150 000 kr per år (27 procent).
Opinionsundersökningar bland Flashbackanvändare 2019 och 2022 indikerar att Sverigedemokraterna, Alternativ för Sverige, Klassiskt liberala partiet, Nordiska motståndsrörelsen och Medborgerlig samling hade avsevärt större stöd på Flashback Forum än de hade i svenska befolkningen vid samma tidpunkt, och att Socialdemokraterna, Centerpartiet och Moderaterna hade betydligt lägre stöd.
På grund av forumets popularitet drabbas det ofta av tillfälliga serveröverbelastningar.
Svenskar har begärt att Google ska göra 10 000 av Flashbacks webbsidor ogooglebara mellan år 2014 och 2020, ofta med hänvisning till GDPR:s rätt att bli glömd. Google har sedan 2016 avlistat 27 procent av dessa förfrågningar men har låtit många personuppgifter för kriminella och offentliga personer kvarstå som sökbara.

## Grävande journalistik

### Arbogamorden 2008
Den intensiva bevakningen av Arbogamorden 2008 på Flashback och andra internetforum ledde till en efterfrågan på utredningens förundersökningsprotokoll som kom att delas via en torrentlänk på The Pirate Bay. När TV4-nyheterna uppmärksammade torrentlänken och att förundersökningsprotokollet innehöll bilder på de mördade barnen mångdubblades nedladdningsfrekvensen enligt Streisandeffekten och en medial debatt blossade upp i Sverige om offentlighetsprincipen och brist på etik på Internet. Först drygt två veckor senare rapporterade radioprogrammet Medierna i P1 om bakgrunden på Flashback och om den efterfrågan på förundersökningsprotokollet som hade funnits på forumet innan det fanns tillgängligt via The Pirate Bay.

### Djurplågaren i Lerum 2009
År 2009 förekom grävande arbete på Flashback Forum för att identifiera den man som dödat ett flertal katter och en hund i Lerum. Mannen hade även sänt långa brev till de drabbade djurägarna där han detaljerat beskrivit vad han gjort. Mannen identifierades som en person som skrivit om sina fantasier att bli seriemördare på Flashback Forum och även beskrivit att han dödat katter. Detta gick så långt att mannen hängde upp en dödad katt vid ingången till Lerums polisstation och skrev ett långt brev till polisen om vart fler dödade katter grävts ned. Efter tips till polisen från flera personer som diskuterat på Flashback Forum kunde mannen gripas och åtalas för djurplågeri och ofredande. Efter ett psykiatriskt utlåtande dömdes han till sluten psykiatrisk vård med särskild utskrivningsprövning, och har sedan dess varit frihetsberövad.

### Våldtäkterna i Bjästa 2011
Yasmine El Rafie och Carl Fridh Kleberg nominerade 2011 en Flashback-tråd till journalistpriset Guldspaden, då den var det medium där scoopet om Våldtäkterna i Bjästa först publicerades. Rafie och Kleberg kritiserade etablerade medier för att inte ha följt upp och spridit nyheten förrän efter Uppdrag gransknings program "Den andra våldtäkten" flera månader senare.
"Den andra våldtäkten" belönades med TV-priset Kristallen 2010 för årets granskning och Nicke Nordmark och Hasse Johansson belönades med Stora journalistpriset 2010 för årets avslöjande.

### Terje Hellesøs bilder 2011
Hösten 2011 startades en tråd som behandlade om naturfotografen Terje Hellesø hade manipulerat sina bilder. Det föranleddes av att hans bilder ifrågasatts på i ett blogginlägg på Svenska jägareförbundets webbsida, som menade att det var orimligt att fotografen kunde ha stött på till exempel lodjur så många gånger som bilderna visade. Tråddeltagarna kontrollerade bildernas metadata, vilka visade att de efterbehandlats och tyckte sig kunna se att djuren var inklippta. Inom ett par dagar hade de hittat bilderna som djuren hämtats i från och bloggen Terjade foton startades där animationer visade hur bilderna på djuren var identiska med djuren på de manipulerade bilderna.
I november 2011 blev tråddeltagarna de första pristagarna av Sveriges Radios nyinstiftade journalistpris, Årets medieorm, under namnet Flashbacksgrävarna. Den 2 mars 2012 fick de ytterligare ett journalistpris för avslöjandet och deras blogg Terjade foton, samt tilldelades ett hedersomnämnande av juryn för Guldspaden.
Tilldelningen kritiserades då samma tråd där avslöjandet gjordes även innehöll grova kränkande påhopp samt integritetskränkande uppgifter. Kritkerna menade att Sveriges Radio, i sin vilja att framstå som moderna och vänligt inställda till sociala medier och gräsrotsjournalistik, genom priset legitimerade en anonym mobb och istället mer borde ha problematiserat tråden på Flashback. Cecilia Djurberg, redaktören för Medieormen, menade istället att det var tydligt vad man prisade och vad man inte prisade. Prispengarna om 10 000 kronor skänktes till Reportrar utan gränser, och emottogs anonymt 2011.

### Mordet på Ida Fässberg 2013
Forumet fick en betydande roll i lösningen av mordet på Ida Fässberg, då användaren ReimerDenYngre bland annat tipsade om brandplatsen för den brinnande bilen. Användaren hade tidigare tipsat polisen utan att få gehör, och vände sig då till Flashback. ReimerDenYngre hade på brandplatsen hittat utspridda tygbitar, som han tillsammans med andra användare på Flashback, kunde pussla ihop till ett emblem tillhörande fotbollsklubben FC Barcelona. Andréas Johansson, som senare kom att dömas för mordet, hade setts bära en liknande tröja kort efter Fässbergs försvinnande.

### Pedofilbröderna i Västernorrland 2017
I januari 2017 skapade en användare på Flashback Forum en tråd med namnet "Hjälp! Mina vänner är pedofiler". Mannen hade tidigare gjort en anonym anmälan mot två bröder i Västernorrland för våldtäkter mot barn som pågått i 16 år, men anmälan ledde inte till någon åtgärd från polisen. I en dokumentär i P1 berättar han att kommunikationen på Flashback Forum, såväl vänliga som hårda ord, var det stöd som fick honom att slutligen gå in på polisstationen och göra en icke-anonym anmälan. Bröderna dömdes senare till 9 respektive 7 års fängelse.

## Uppmärksamhet

### Självmordet på Flashback 2010
En händelse på forumet, som har uppmärksammats av svenska medier, var när en 21-årig man tog sitt liv i oktober 2010. Han beskrev sina förberedelser i en egen tråd på forumet och filmade sitt eget självmord till allmän beskådan. Vissa användare försökte stötta och övertala honom att inte göra det, medan andra hetsade och uppmuntrade till självmordet. Självmordet ledde till en omfattande debatt om vilken etik som härskar på Flashback. Bland annat kring hetsen som många bedrev i tråden, skämtsamma kommentarer och att inte tråden stängdes ned tidigare, men även den omtanke och medmänsklighet som också fanns i tråden, att flera besökare slog larm och att händelsen uppmärksammat ett folkhälsoproblem. När polis och räddningspersonal anlände till platsen 21 minuter efter larmet gick hans liv inte att rädda.
Det är enligt reglerna på Flashback tillåtet att diskutera självmord, men inte att uppmana till självmord.  En dryg månad efter självmordet uppmärksammades det att medlemmarna på Flashback räddade ett liv, och hindrat en annan person från att begå självmord. Jack Werner gjorde 2015 en P3 Dokumentär om självmordet på Flashback.

### Aftonbladets Flashbackgranskning 2015
I februari 2015 avslöjade Aftonbladet tillsammans med Researchgruppen namn på politiker och tjänstemän som anonymt utövat näthat på Flashback Forum. Researchgruppen och Aftonbladet hade köpt en databas med en mängd användarnamn på Flashback kopplade till mejladresser.
Granskningen fick även kritik. Vissa var kritiska mot att Aftonbladet och Researchgruppen avslöjat identiteter på människor som berättat privata saker med samma anonyma identitet som de spred näthat, och mot att avslöjandena tystat debattörer. Det avslöjades senare att den medlem i Researchgruppen, som var ansvarig för Aftonbladets Flashbackgranskning, i själva verket varit avlönad informatör åt Säkerhetspolisen. 
Aftonbladets chefredaktör Jan Helin gav följande svar på kritiken: "Det är kontroversiella publiceringar och vi får både kritik och uppmuntran. En jurist som avlönas av parlamentet tycker vi har en såpass offentlig tjänst att publiceringen är skälig. Vi kommer gå vidare med publiceringar om folk som bedriver hat och hot. Vi vill väcka diskussionen om vem som egentligen är ansvarig för det som händer på Flashback."

### Podden Flashback forever
I januari 2020 startades podden Flashback Forever, där tre programledare gemensamt diskuterar och analyserar mer eller mindre aktuella diskussionstrådar på Flashback Forum. I podden lyfter programledarna fram underhållande diskussionstrådar, men använder även debatterna som ett sätt att identifiera samhällstrender, i likhet med P1:s Spanarna. Podden vann 2020 års Guldpodden som bästa podd. Gruppen satte år 2022 upp en scenshow på temat Flashback Forum.

### FOI:s utredning om rasism 2022
Totalförsvarets forskningsinstitut (FOI) konstaterade 2022 i rapporten ”En studie i fördom – Om rasistiska stereotyper i digitala miljöer” att Flashback utmärker sig och menar att orsaken till att judar där ofta omnämns i negativa ordalag är att man har minimal moderering jämfört med andra forum. FOI menar även att Flashback är ”känt för att ha vad som skulle kunna beskrivas som en rå samtalston med...hårt tilltal, inklusive nedsättande benämningar på etniska minoriteter”. Detta trots att Flashbacks egna regler för moderering förbjuder hets och missaktning mot folkgrupper, personangrepp och trakasserier.